# パサイ
パサイ市 (パサイし、Pasay) とは、フィリピンのメトロ・マニラと呼ばれるマニラ首都圏に属する都市である。首都マニラの南、マカティ市の南西に位置する。パサイは当初よりメトロ・マニラに属していた4つの都市の一つである。アメリカ統治時代に発展したエリアである。
ニノイ・アキノ国際空港が市内にあり、またマニラ・ライトレール・トランジット・システム1号線(LRT-1線)やマニラ・メトロレールの発着駅があり、フィリピン各地へ向かう高速バスが多く発着するなど、交通の要衝でもある。

## 歴史
- 1947年6月21日　市となる。ホセ・リサールにちなんでリサール市 (Rizal)に名前が変更される。当時の人口は88,000人。
- 1949年　パサイ市に名前が戻される。

## バランガイ
パサイ市には、2025年3月31日現在、201のバランガイ（フィリピンの基礎自治体）がある。各バランガイには固有名称はなく、1から201の通し番号で識別されている。

## 姉妹都市
- ユニオンシティ、アメリカ
- 台南市、台湾